# 贝佩·格里洛
朱塞佩·皮耶罗·格里洛（義大利語：Giuseppe Piero Grillo；1948年7月21日—），通称贝佩·格里洛（義大利語：Beppe Grillo，發音：[ˈbɛppe ˈɡrillo]），是義大利喜劇演員及著名部落格作家，亦為義大利政黨五星運動的前領導人。他在部落格上的發言極具爭議及抨擊性；據Technorati統計，他的部落格流量排名世界前十名。

## 2013年大選
義大利於2013年2月24日舉行大選，由於其政黨高調反對緊縮政策，獲得不少年輕選民和反對緊縮的義大利人支持。該黨在2013年義大利國會選舉取得大勝，在得票率上成為最大的第一大黨，超越憑選舉制度的名單比例代表制取得額外席次的民主黨，而該黨拒絕與任何政黨聯盟合作，包括回絕民主黨要求組建聯合政府的建議。